# Classe Abukuma
Pour les articles homonymes, voir Abukuma.
La classe Abukuma est une classe de destroyers d'escorte ou frégates de la Force maritime d'autodéfense japonaise construite à la fin des années 1980 et début 1990.

## Conception
La classe Abukuma est la dernière génération de destroyer d'escorte. Elle remplace la classe Yūbari qui a été mise hors service.
- Introduction de la technologie furtive :

Cette classe est la première à utiliser la technologie furtive. Leur superstructure est composée des surfaces verticales traditionnelles, mais leurs coques sont inclinées pour réduire la lecture radar.
- Électronique de pointe :

Elle est équipée d'un système de traitement automatisé de données, le NTDS avec un équipement de brouillage BTA-3.
- Systèmes d'armement automatisé :

Son système de lutte antiaérienne est contrôlé par un radar de recherche air OPS-14 et de surface OPS-28 et par un radar d'acquisition de cible activant un canon à tir rapide Otobreda 76 mm et un canon anti-missile Phalanx CIWS. Il est aussi doté d'un lanceur Mk-141  pour 8 missiles AGM-84 Harpoon.
Son système de lutte anti-sous-marine est composée du lanceur octuple RUR-5 ASROC et de deux triples tubes lance-torpilles Mark 32 de 324 mm.
Il était prévu de la doter du Missile surface-air RIM-116 Rolling Airframe Missile.

## Les bâtiments
| N° coque | Nom     | Lancement        | Service effectif | Chantier                 | Port d'attache | Photo |
| -------- | ------- | ---------------- | ---------------- | ------------------------ | -------------- | ----- |
| DE-229   | Abukuma | 21 décembre 1988 | 12 décembre 1989 | Mitsui Shipyard Tamano   | Kure           |       |
| DE-230   | Jintsū  | 31 janvier 1989  | 28 février 1990  | Hitachi Shipyard Maizuru | Sasebo         |       |
| DE-231   | Oyodo   | 19 décembre 1989 | 23 janvier 1990  | Mitsui Shipyard Tamano   | Ōminato        |       |
| DE-232   | Sendai  | 26 janvier 1990  | 15 mars 1991     | Sumitomo Shipyard Uraga  | Maizuru        |       |
| DE-233   | Chikuma | 25 janvier 1992  | 24 février 1993  | Hitachi Shipyard Maizuru | Ōminato        |       |
| DE-234   | Tone    | 6 décembre 1991  | 8 février 1993   | Sumitomo Shipyard Uraga  | Kure           |       |